# IC 5010
IC 5010 је спирална галаксија у сазвјежђу Паун која се налази на листи објеката дубоког неба у Индекс каталогу.
Деклинација објекта је - 66° 5' 51" а ректасцензија 20h 30m 26,5s. Привидна величина (магнитуда) објекта IC 5010 износи 15,1 а фотографска магнитуда 15,9. IC 5010 је још познат и под ознакама ESO 106-6, PGC 64836.